# 후지와라노 야스히라
후지와라노 야스히라(일본어: 藤原泰衡)는 헤이안 시대(平安時代) 말기, 가마쿠라 시대(鎌倉時代) 초기의 무장(武将)으로 오슈 후지와라 씨(奥州藤原氏) 4대(마지막) 당주이다.

## 생애

### 가노 타로(母太郎)
오슈 후지와라 씨 3대 당주였던 후지와라노 히데히라(藤原秀衡)의 차남으로 태어났지만 어머니가 무쓰노카미(陸奥守) 후지와라노 모토나리의 딸로, 이복형 구니히라가 「다른 배의 적남」(他腹之嫡男), 「도노 타로」(父太郎)라 불린 것에 비해 정실 소생인 야스히라는 「도후쿠 타로」(当腹太郎), 또는 「가노 타로」라 불리며 적자 대우를 받았으며, 분지 3년(1187년) 10월 29일에 히데히라의 죽음으로 가독(家督)을 이어받는다.

### 히데히라의 죽음
아버지 히데히라는 죽기 직전, 도고쿠(東国) 무가정권(武家政権)으로써 세력을 넓혀가던 미나모토노 요리토모(源頼朝)와의 대립에 대비하여, 지쇼-주에이의 난(治承・寿永の乱)의 영웅이었던 요리토모의 동생 미나모토노 요시쓰네(源義経)를 대장군(大将軍)으로 삼아 요리토모에 맞서라는 유언을 남겼다. 요시쓰네는 헤이케 멸망 뒤에 요리토모와 대립하여 히라이즈미(平泉)로 도망쳐 히데히라의 비호를 받고 있던 상태였다.
교토 조정의 구교였던 구조 가네자네의 일기인 《교쿠요》(玉葉) 분지(文治) 4년(1188년) 정월 9일조에 따르면, 히데히라는 아들인 구니히라(国衡)와 야스히라 형제의 화합을 위하여 구니히라에게 자신의 정실을 아내로 맞게 하고, 각자 다른 마음을 품지 말고 구니히라・야스히라・요시쓰네 세 사람에게 기청문(起請文)을 쓰게 하였다. 요시쓰네를 주군으로 받들고 형제가 힘을 합쳐서 함께 요리토모의 공격에 맞서라, 는 것이 히데히라의 유언이었다는 것이다. 이는 부모자식간에는 원칙적으로 형제 사이의 대립・항쟁 같은 것이 있을 수 없다는 생각에 따른 것으로 사이가 좋지 않던 구니히라와 야스히라 형제를 의제상의 부자지간으로써 설정하고, 자신의 후처이자 입장이 비교적 안정되고 강했던 후지와라노 모토나리의 딸을 구니히라에게 들임으로써 구니히라의 입장을 키워주고 동시에 형제간의 충돌을 막게 하려는 것이었다(거꾸로 이렇게까지 하지 않으면 안 될 정도로 구니히라와 야스히라, 두 형제의 사이가 몹시 좋지 않았음을 암시한다).
분지 4년 2월과 10월, 두 차례에 걸쳐 요리토모는 조정에 대해 야스히라와 모토나리에게 요시쓰네 토벌을 명하는 선지를 내리게 할 것을 요청했다. 《손피빈먀쿠》(尊卑分脈)에는 이 해 12월에 야스히라가 자신의 할머니(히데히라의 어머니, 즉 아베노 무네토의 딸)를 죽였음을 시사하는 부분이 있는데, 진위를 확실히 가릴 수는 없지만 만약 사실이라면 이 무렵 오슈 후지와라 씨는 극심한 친족간 항쟁이라는 내분에 시달리고 있었던 것으로 생각할 수 있다. 이듬해인 분지 5년(1189년) 2월 15일, 야스히라는 막내동생인 요리히라(頼衡)까지 죽였다(《손피빈먀쿠》). 2월 22일, 가마쿠라(鎌倉)에서는 야스히라가 요시쓰네와 함께 반역을 꾀한다며 가마쿠라가 나서서 정벌하게 해달라며 조정에 더욱 강경한 입장을 드러냈다. 이미 2월 9일에 야스히라와 모토나리가 함께 「요시쓰네가 어디에 있는지는 우리도 모르는 일이다」라는 변명서를 보냈지만 요리토모는 듣지 않았고 2월부터 4월까지 요리토모는 한 달에 한 번꼴로 조정에 오슈 추토를 명하는 선지를 내려줄 것을 요청했고, 마지못해 인(院)에서는 윤4월에 야스히라 추토의 선지를 낼 것인가에 대한 검토가 이루어졌다.
결국 가마쿠라의 서슬에 굽힌 야스히라는 윤4월 30일, 수백 기의 종병(従兵)을 시켜 요시쓰네가 있던 고로모가와 관(衣川館)을 습격해 요시쓰네와 그 처자, 주종을 자해로 몰아갔다. 6월에는 동생 다다히라(忠衡)까지 요시쓰네와 내통했다는 죄를 씌워 죽였고, 요시쓰네의 목을 가마쿠라로 보내어 히라이즈미의 평화를 꾀했지만, 요리토모는 자신의 게닌(家人)인 요시쓰네를 허락도 없이 죽였다는 이유를 내세워 7월 19일에 몸소 가마쿠라를 출진해 대규모 병력으로 오슈 추토에 나섰다.

### 오슈 합전(奥州合戦)
야스히라는 가마쿠라군에 맞서기 위해 총수(総帥)로써 고쿠분노하라(国分原) 구라타테(鞭楯, 지금의 일본 미야기현 센다이시 아오바 구 고쿠분 정 주변)에 본영을 두었으나, 8월 11일에 아쓰카시 산(阿津賀志山)에서 벌어진 전투에서 총대장(総大将) 구니히라는 패하고, 야스히라는 히라이즈미를 버린 채 중심 기관이었던 히라이즈미의 저택과 보물 창고 등을 모조리 불사르고 북쪽으로 달아나버렸다. 8월 21일의 일이었다. 히라이즈미는 불타고 화려한 저택들도 백만에 달하던 보물들도 잿더미로 변했다. 사흘 정도의 전투와 패전 뒤 히라이즈미는 변변한 항전도 제대로 한 것 없었고, 22일 저녁에 요리토모가 히라이즈미에 들어왔을 때는 주인을 잃은 불타버린 집터와 사람 그림자도 보이지 않고 가을 바람만 스산하게 부는 버려진 땅 뿐이었다. 유일하게 불타지 않은 창고에는 막대한 보물과 박래품이 쌓여 있었고, 이는 요리토모의 주종들이 나누어 가졌다.
8월 26일에 요리토모의 거처로 야스히라의 편지가 도달했는데, 《아즈마카가미》(吾妻鏡)에 따르면 그 내용은 다음과 같았다. 「요시쓰네 건은 아버님이신 히데히라 공이 보호하신 것이지, 저와는 아무 상관이 없는 일입니다. 아버님이 돌아가시고 귀하신 명령을 받들어 (요시쓰네를) 토벌했는데 이것을 공훈이라고 부른다면 지나친 것입니까? 이제와서 죄도 없이 정벌을 당하는 연유가 어째서란 말입니까. 선대로부터의 거처를 떠나 숲을 떠돌며 몹시 곤란한 지경에 빠져 있사옵니다. 두 구니(무쓰와 데와)를 차지하신 지금 저를 용서하시어 고케닌(御家人)으로 받아주시기 바랍니다. 그렇지 않다면 죽임을 면하여 먼 곳으로 유배하시는 것으로도 족하오니, 자비로우신 대답은 히나이 군(比内郡) 곁에서 들려주시옵소서. 시비를 가리기 위하여 돌아와 곧 뵙고자 합니다.」
요리토모는 야스히라의 애걸을 뿌리치고 그 목을 베어오라는 명령을 내렸다. 야스히라는 다시 에조시마(夷狄島)를 향해 북쪽으로 달아나기 시작했고, 대대로 오슈 후지와라 씨를 섬겨온 노토(郎党)였던 가와타 지로(河田次郎)가 있던 히나이 군의 니에 요새(贄柵, 지금의 아키타현 오다테시)로 달아났지만, 9월 3일에 지로에게 배신당하여 죽었다. 향년 25세(또는 35세)였다.
6일에 지로는 야스히라의 목을 가지고 요리토모 앞에 항복했지만, 요리토모는 자신의 옛 주군을 저버린 가와다 지로를 비난하며 그를 처벌하게 했고, 야스히라의 목은 전9년의 역에서 미나모토노 요리요시가 아베노 사다토의 목을 효수했을 때의 전례에 따라 눈썹 사이에 여덟 치 되는 쇠못을 박아 기둥에 걸어놓게 했다. 얼마 뒤에 야스히라의 목은 다시 히라이즈미로 돌아왔고, 검은 옻칠과 함께 상자에 담겨 아버지 히데히라 이상 선대의 세 조상이 잠든 주손지(中尊寺) 곤지키도(金色堂)의 금관 옆에 모셔졌다.

## 사람됨
요리토모에 굴복하여 아버지 히데히라의 유언도 어기고 요시쓰네를 죽이고, 요리토모의 토벌을 당하자 변변한 항전도 하지 못한 채 결국에는 게라이(家来)에게 배신당하여 죽임을 당하고 오슈 후지와라 씨를 멸망에 이르게 한 야스히라는 위대한 아버지에 못난 자식이라는 비난을 받는다. 《아즈마카가미》에도 야스히라에 대해 「아쓰카시 산의 진(陣)이 크게 패했다는 소식에 당황해 넋을 잃고 어쩔 줄 몰랐다」, 「한때의 목숨을 아껴서 숨는 것은 쥐와 같았고, 달아나는 것은 사자 닮은 강아지 같다」라며 비난한다. 다만 야스히라의 가신으로써 요리토모에게 붙잡혀온 유리 하치로는 "야스히라는 오쿠 6군의 주군이라 두 개의 구니와 17만 기(騎)를 거느렸으나 변변한 노토를 두지 못해 20일 만에 내게 패하고 가와다 지로 한 사람의 손에 죽었으니, 이는 더 말할 것도 없는 일이다."라고 말하는 요리토모에게 "돌아가신 사바노카미(左馬頭)께서는 가이도(海道)의 15개 구니를 거느리셨으나 헤이지 역난(平治逆亂)이 일어나자 하루만에 패하셨고, 수십만 기를 거느리고도 오사다 쇼지(長田庄司) 한 사람 손에 죽었다"며, "야스히라는 두 주(州)의 용사만 거느리면서도 (수십 개 구니를 동원한) 공(요리토모)을 며칠이나 고민하게 했으니, 야스히라가 공의 아버님보다 못하진 않을 것입니다."라고 대답했고, 요리토모는 여기에 아무 대답도 하지 않았다고 한다.

## 야스히라의 목과 주손지 연꽃

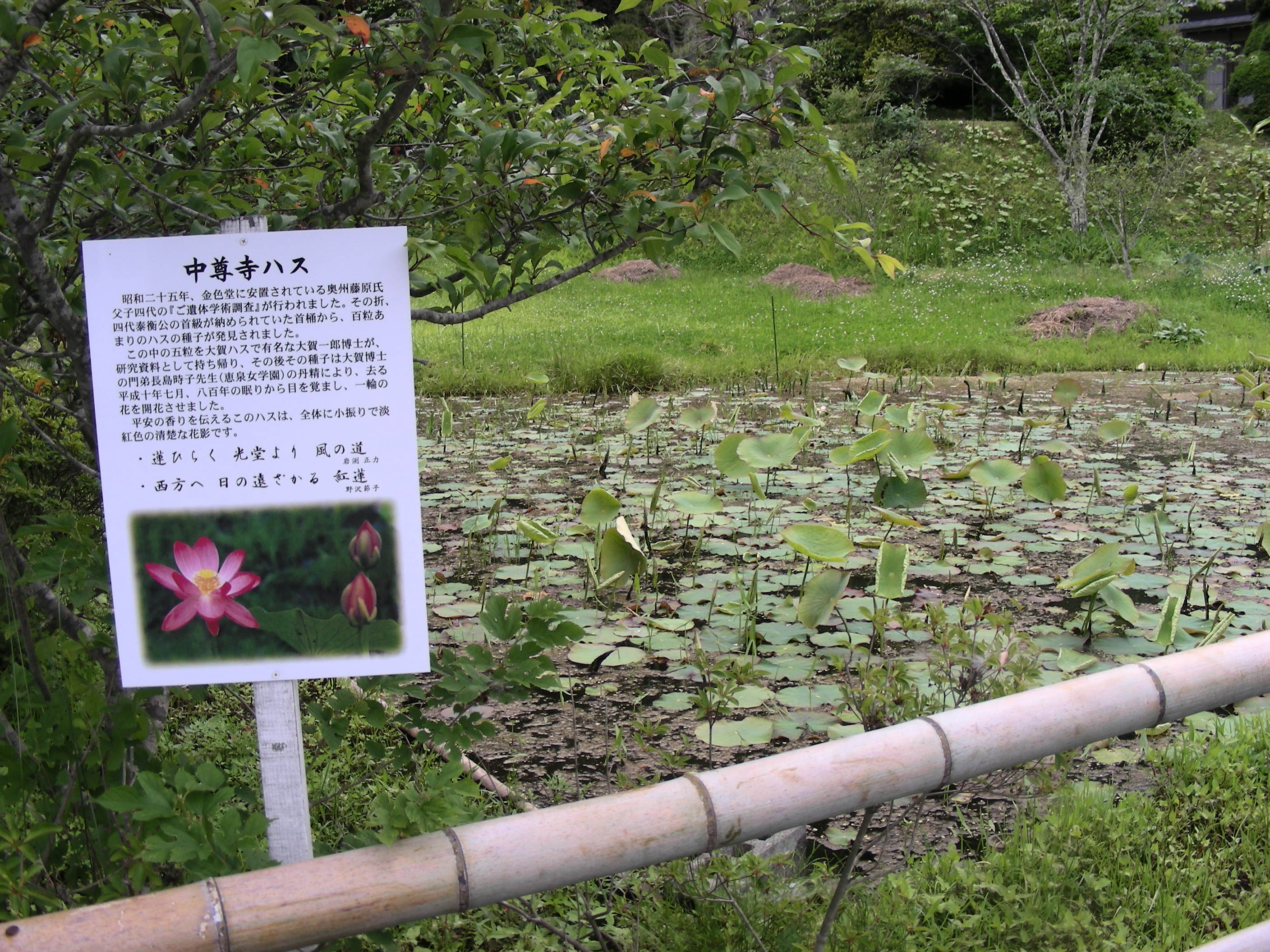
주손지 연꽃(2008년 6월 상순 촬영)

곤지키도(金色堂)에 모셔진 야스히라의 목은 오랫동안 야스히라의 동생인 다다히라(忠衡)의 것이라고 여겨져 왔지만, 1950년(쇼와 25년)의 개관 조사에서 눈썹 부분과 후두를 관통하는 직경 약 1.5 cm, 길이 18cm의 상처 흔적이 발견되었는데, 야스히라의 목에 여덟 치(24 cm) 길이의 못을 박았다는 《아즈마카가미》의 기술과 일치하는 것으로 주손지에 모셔진 수급은 야스히라임이 확인되었다. 이밖에도 오른쪽 머리 부분에 칼에 맞아 생긴 것으로 보이는 깊은 자상을 비롯해 머리와 이마에 무수한 상처가 남아 있었다. 보존 상태는 비교적 양호한 편으로, 얼굴은 둥글고 이마가 넓으며 아버지 히데히라를 닮아 콧날이 오똑하고 다부진 얼굴이었다. 혈액형은 B형. 치아 상태도 양호했으며 엑스선 검사를 통해 밝혀낸 사망 당시 나이는 추정 2, 30세로 대략 25세 정도로 여겨지는데, 목 부분에는 봉합된 흔적이 남아 있어 사후 근친자에 의해 정중한 예우를 받아 봉납된 것으로 보인다.
야스히라의 목이 담겨있던 상자에서는 100여 개의 연꽃 씨앗이 발견되었는데, 당시 일본에서 연꽃 연구로 권위가 높던 오가 이치로(大賀一郎, 1883년 - 1965년)에게 맡겨졌다. 오가 교수는 당시 이 연꽃을 발아시키는데 성공하지는 못했지만, 1995년에 오가의 제자였던 나카지마 도키코(長島時子)에 의해 발아에 성공했고, 야스히라가 죽고 811년, 씨앗 발견 50년 만인 2000년에 꽃을 피워, 현재 주손지의 산위장(讃衡蔵)에 보존되어 있다. 이 연꽃은 「주손지 연꽃」(中尊寺蓮)이라 불리며 경내 연못에 피어 있다.